# Lou Taylor Pucci
Lou Taylor Pucci (født 27. juli 1985) er en amerikansk skuespiller.
Han spiller hovedrollen i Green Days 10 minutter lange musikvideo Jesus of Suburbia samt Alex i filmen Horsemen.